# 关长亮
关长亮（1981年6月—），中国足球裁判，河海大学体育系讲师。 2013年经江苏足协推荐进入中甲联赛主裁判名单。之前，关长亮被评为2010年第十届中国大学生足球联赛最佳裁判员。